# Horst M. Jaritz
Horst M. Jaritz (* 1960 in Linz) ist ein österreichischer Maler, Grafiker und Fotograf.

## Leben und Wirken
Jaritz studierte Informatik und Betriebswirtschaftslehre an der Universität Linz. Er besuchte die Meisterklasse für visuelle Gestaltung an der Universität für künstlerische und industrielle Gestaltung Linz. Der Künstler lebt und arbeitet in Linz.
1993 absolvierte er Arbeitsaufenthalte im Paris-Atelier für Fotografie des Bundeskanzleramtes, im Paris-Atelier Cité Internationale des Arts des Bundesministeriums für Wissenschaft, Forschung und Kunst und im Rom-Atelier des Bundesministeriums für Unterricht und Kunst. Er erhielt in diesem Jahr auch den Förderungspreis für Bildende Kunst und später auch das Paliano-Stipendium des Landes Oberösterreich. Seit 1999 ist er Mitglied der Künstlervereinigung MAERZ.

## Ausstellungen (Auswahl)
Jaritz präsentiert seine Werke seit 1992 im Rahmen von Einzel- und Gemeinschaftsausstellungen im In- und Ausland.
- Inszenierte Fotografie, Galerie März, Linz, 1992
- Zeichnung und Fotografie, Landesgalerie Linz am Oberösterreichischen Landesmuseum, Linz, 1993
- Interventionen – Künstlerische Fotografie in/aus Oberösterreich seit den siebziger Jahren, Landesgalerie Linz am Oberösterreichischen Landesmuseum, Linz, 1993
- Bestände, Museum Francisco-Carolinum, Linz, 1994
- Netz Europa, Landesgalerie Linz am Oberösterreichischen Landesmuseum, Linz, 1994
- Junge Kunst in Oberösterreich, Oberösterreichischer Kunstverein, Linz, 1995
- Change la ville, change la vie, Kunstverein Steyr, Steyr, 1998
- Kunst, verbaut. Die 90er. Ende der Trennung !, Künstlerhaus Wien, Wien, 1998
- Überzeugendes Signal, Galerie März, Linz, 1999

## Publikationen
- OÖ. Landeskulturdirektion, Galerie im Stifterhaus und Horst M. Jaritz (Hrsg.): Horst M. Jaritz – und so weiter  anlässlich der Ausstellung Horst M. Jaritz – Frühstücke im Grünen, Galerie im Stifterhaus, Linz, 1999, ISBN 3-85483-007-6